# Castelmarte
Castelmarte (Castelmàrt in dialetto brianzolo, AFI: /kastelˈmaːrt/) è un comune italiano di 1 241 abitanti della provincia di Como in Lombardia.

## Geografia fisica
Castelmante è collocato su un rilievo roccioso situato a nord di Erba e circondato a nord e a ovest dalla valle del fiume Lambro.

## Origini del nome
Il toponimo, risalente all'epoca della conquista romana, indicava originariamente una fortificazione dell'abitato leponzio di Kānts, divenuta, successivamente all'insediamento in età altomedievale di un prolifico ramo cadetto dei canzesi Prina (signori della sponda sinistra del torrente Ravella), un vero e proprio centro abitato, seppur dipendente, fino alla prima metà dell'Ottocento, in vario modo, dalla giurisdizione di Canzo. Il colore azzurro, simboleggiante la comunità di Canzo, di cui rappresentava la particolare ricchezza di acque, è presente dai tempi più antichi nell'emblema dei Prina, che nel basso medioevo abbandonarono il simbolo delle stelle, indicanti protezione divina – ormai divenute parte dello stemma feudale della Comunità di Canzo – e adottarono un'iconografia più esplicitamente militare, richiamandosi a quella delle legioni romane, anche per allusione classicheggiante (Castrum Martis) alla loro simbolica roccaforte.
Negli atti notarili medioevali, il comune è indicato col nome di Castelmartoro, evidentemente trascrizione del lombardo Castelmàrtur, inteso come equivalente del latino Castellum Martyrum (= "castello dei martiri"), adattamento cristiano reso possibile dall’ambivalenza del termine gallico marth che significa sia “guerra” che “sacrificio”. Le due pronunce Castelmàrtur e Castelmârt dovettero convivere a lungo, oscillando tra il richiamo al sostrato simbolico-geografico celtico e una risignificazione cristiana pur anch’essa molto antica (III secolo). In ogni caso, il significato originario del nome non sarebbe tanto "castello di Marte", ma più genericamente "castello del sacrificio" o "della guerra". Il Castron Martiryon era sicuramente esistente al tempo di Giorgio Cipro.

## Storia
Da Castelmarte, in epoca romana, passava la via Mediolanum-Bellasium, strada romana che metteva in comunicazione Milano con Bellagio. A questo periodo risalgono una serie di reperti archeologici (tra cui un'urna cineraria), alcuni dei quali tuttora conservati in paese:
- un'aquila in serizzo, collocata sulla facciata del palazzo municipale;
- alcuni frammenti di sculture conservati nel campanile della chiesa parrocchiale di San Giovanni;
- una lastra tombale, murata all'esterno dell'abside della chiesa stessa.[7]

In virtù della posizione strategica del luogo, Castelmarte fu dotata di strutture fortificate facenti parte del cosiddetto Limes Bizantinum, un sistema di torri tra loro visivamente collegate che comprendeva, tra le altre, il Castel Baradello e fortificazioni a Lecco, a Civate e al buco del Piombo. Alcune testimonianze di queste antiche torri di avvistamento si possono ancora osservare al centro del paese e verso la periferia di Castelmarte.
Sempre a causa della particolare posizione geografica, nell'Alto Medioevo il centro costituì un punto strategico del Contado della Martesana. Infeudato dall'arcivescovo di Milano, nel 1100 il comune di Castelmarte passò al capitolo di Monza, che nel 1237 lo dotò dei suoi primi statuti particolareggiati.
Nelle dispute tra i Visconti e i Torriani, nel 1285 la popolazione di Castelmarte parteggiò per i primi, provocando la messa a ferro e fuoco del paese da parte dai secondi.
Attestato tra i comuni della Squadra di Canzo già nel 1346, nel 1405 il Castelmarte divenne parte della Corte di Casale, infeudata dalla famiglia Missaglia nel 1472 per concessione di Galeazzo Maria Sforza.
Nei secoli successivi il comune passò dapprima dai Carpani e, dal 1677, dai Crivelli di Inverigo, che esercitarono i loro diritti feudali fino al 1777.
Sempre inserito nella Corte di Casale del Ducato di Milano, nel 1751 il territorio di Castelmarte si estendeva già ai cassinaggi di "Cassina Nova e "Cassina Raveda".
Un decreto di riorganizzazione amministrativa del Regno d'Italia napoleonico datato 1807 sancì l'aggregazione di Castelmarte al comune di Canzo. La decisione fu tuttavia abrogata con la Restaurazione, che comportò una ricostituzione del comune di Castelmarte da parte degli austro-ungarici.

### Simboli
Lo stemma e il gonfalone sono stati concessi con decreto del presidente della Repubblica del 5 agosto 1991.
Lo stemma di Castelmarte rappresenta nella parte inferiore dello scudo, la tipica forma geometrica di un accampamento romano; il triangolo azzurro superiore si riferisce al Lambro che lambisce il territorio comunale. L'aquila romana, richiama le sue antiche origini e riproduce uno dei reperti archeologici rinvenuti durante gli scavi.
Il gonfalone è un drappo di azzurro.

## Monumenti e luoghi d'interesse

### Architetture religiose

#### Chiesa parrocchiale di San Giovanni Evangelista

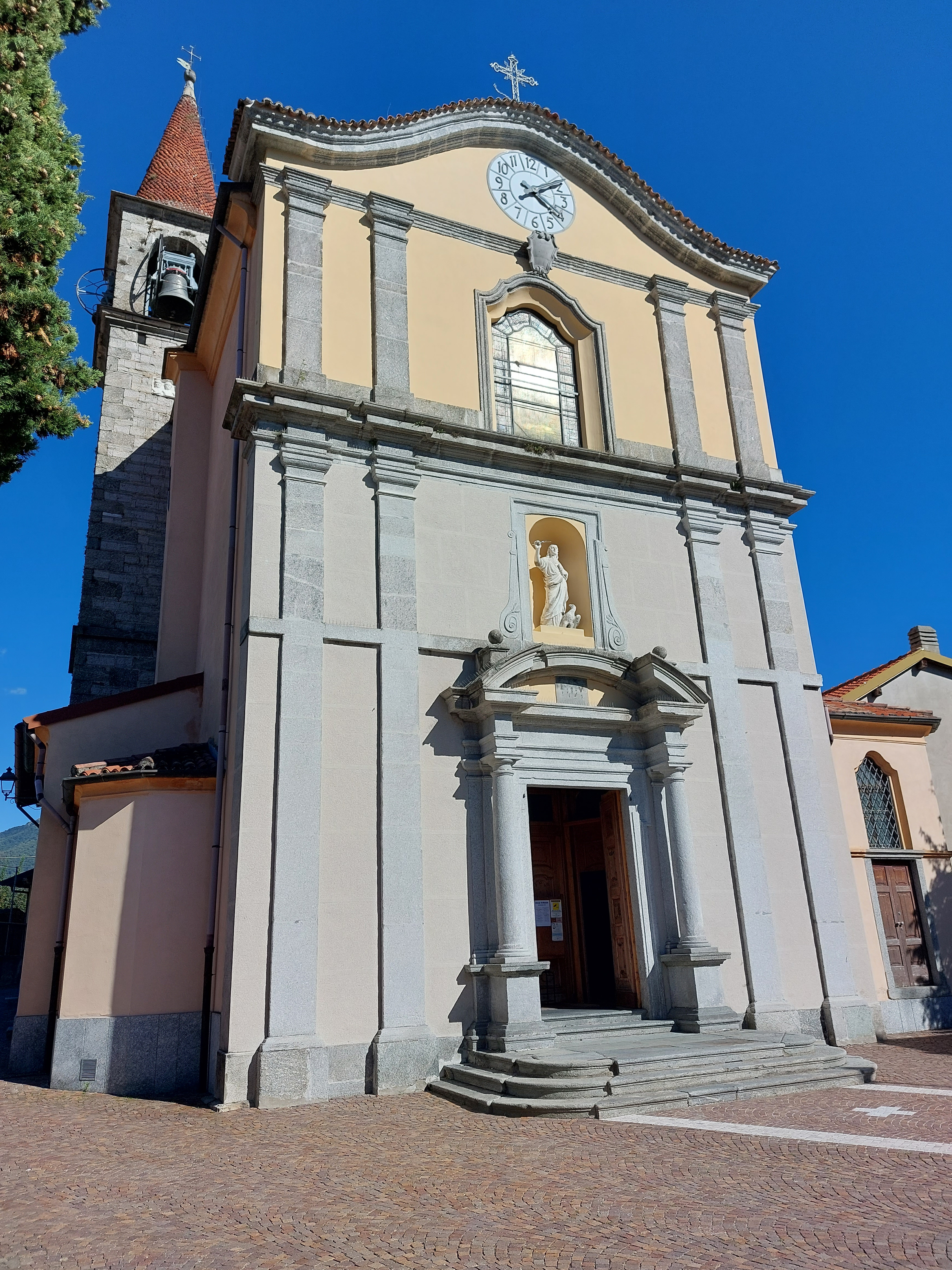
Chiesa di San Giovanni Evangelista

Dedicata a san Giovanni Evangelista, citata come parrocchiale già ai tempi di Carlo Borromeo, fu costruita in stile barocco attorno alla metà del XVII secolo, a partire da una precedente chiesetta già attestata nel XII secolo dagli abati di Monza. Tra il XVIII e il XIX secolo la chiesa fu oggetto di importanti ristrutturazioni.
All'interno della chiesa si possono ammirare alcune sculture di epoca romana. L'edificio conserva inoltre quattro dipinti realizzati da esponenti del Seicento milanese: una Natività e imposizione del nome del Battista di Giuseppe Nuvolone, una Visitazione di Agostino e Giacinto Santagostino, una Sacra Famiglia con san Giovannino di Giovanni Stefano Danedi e una Decollazione del Battista di Ercole Procaccini.

#### Oratorio di San Rocco
Fuori dall'abitato si trova la chiesetta di San Rocco. Attestato durante la visita pastorale del 1569 da parte dei delegati dell'arcivescovo Carlo Borromeo, nel 1584 l'oratorio si componeva esclusivamente dell'attuale presbiterio. Oggetto d'interventi di ristrutturazione durante i secoli XVII e XVIII, l'edificio fu ingrandito dall'aggiunta di un'aula rettangolare a navata singola e di una sacrestia posta alla sinistra del presbiterio.
Esternamente, l'oratorio si presenta con una facciata a capanna, aperta da un portale fiancheggiato da due finestre con grate e sormontato da un'ulteriore apertura.
All'interno, l'area del presbiterio conserva i resti di affreschi già attestati nelle visite pastorali del XVI secolo e attribuiti a Lazzaro Gerosa (e/o a qualche allievo della sua scuola), attivo anche nell'oratorio di San Gregorio a Caslino d'Erba. I dipinti raffigurano una Crocefissione, un'Annunciazione, un San Rocco, una Madonna in trono con Bambino, un San Sebastiano e un San Lucio, quest'ultimo rappresentato in sole altri due edifici religiosi presenti nel territorio del Triangolo Lariano: le chiese di San Pietro a Civate e a Barni.

### Architetture militari e civili
Al XIV secolo risale il Castello, del quale sopravvive ancora una torre oggi facente parte del Palazzo Comunale.
Nel cortile del Palazzo Municipale si trova una storica rappresentazione lapidea di un'aquila, tradizionalmente associata all'identità degli abitanti, denominati popolarmente Urcéla proprio in riferimento a questa appariscente scultura.

### Altro
La località Fontanelle ospitava un grande masso che si suppone essere stato il coperchio di un avello ora posizionato nel cortile dell’ala est del Palazzo Municipale.

## Società

### Evoluzione demografica
- 298 nel 1751[8]
- 314 nel 1771[18]
- 333 nel 1790[19]
- 342 nel 1799[9]
- 345 nel 1805[9]
- 335 nel 1809 (prima dell'annessione a Canzo)[9]
- 460 nel 1853[10]

Abitanti censiti

### Esplicative
1. ↑  ortografia classica
2. ↑  A questa famiglia del patriziato canzese di origine pre-romana appartennero sempre luoghi e incarichi legati alla lavorazione del metallo, alla difesa militare e alla caccia, per cui non fa meraviglia che avessero il possesso di un'area strategica come quella di Castelmarte.
3. ↑  Tra l’altro, la resa màrtur (e non màrtir) da martyr presuppone un ingresso molto antico della parola, direttamente dal greco, probabilmente da missionari cristiani del II secolo di origine orientale.
4. ↑  A Canzo è attestata una località ad Merculi, cioè “presso Mercurio”. Si tratterebbe in entrambi i casi di divinità celtiche – o piuttosto spiriti dei luoghi e della natura – identificate con quelle romane. È noto il passo del De bello Gallico (Lib. VI, Cap. XVII) di Giulio Cesare in cui il generale romano afferma che le divinità principali dei Galli fossero Mercurio, Apollo, Marte, Giove e Minerva. La convenienza della conservazione anche di questa pronuncia con echi più antichi in epoca ormai cristiana veniva anche dall’intento di evitare interpretazioni malevole (màrtur in lombardo vuol dire anche "poveraccio", "randagio", "sbandatello", "sempliciotto", e, tolta di mezzo l’esplicitezza del genitivo, veniva a trovarsi nella posizione di attributo del villaggio).
5. ↑  Per la conservazione del genitivo apreposizionale. Rimane il quesito su quali siano questi martiri dedicatari: tutti, come nelle basiliche ambrosiane, o un gruppo di martiri locali (p. es. Fedele, Carpoforo e compagni, o santi anonimi ivi sepolti) o ben presenti nel culto (p. es. Protaso e Gervaso)?

### Bibliografiche
1. 1 2   Bilancio demografico mensile anno 2025 (dati provvisori), su demo.istat.it, ISTAT.
2. ↑   Classificazione sismica (XLS), su rischi.protezionecivile.gov.it.
3. ↑   Tabella dei gradi/giorno dei Comuni italiani raggruppati per Regione e Provincia (PDF), in Legge 26 agosto 1993, n. 412, allegato A, Agenzia nazionale per le nuove tecnologie, l'energia e lo sviluppo economico sostenibile, 1º marzo 2011,  p. 151. URL consultato il 25 aprile 2012 (archiviato dall'url originale il 1º gennaio 2017).
4. ↑   AA. VV., Dizionario di toponomastica. Storia e significato dei nomi geografici italiani., Milano, Garzanti, 1996,  p. 171, ISBN 88-11-30500-4.
5. 1 2 3 4 5 6 7 8   Tutte le fortificazioni della provincia di Como in sintesi, Castelli della Lombardia, su mondimedievali.net. URL consultato il 30 aprile 2020.
6. ↑  Belloni et al., p. 19.
7. 1 2 3 4 5  Borghese, p. 153.
8. 1 2 3 4 5 6   Comune di Castelmarte, sec. XIV - 1757, su Istituzioni storiche – Lombardia Beni Culturali. URL consultato il 30 aprile 2020.
9. 1 2 3 4   Comune di Castelmarte, 1798 - 1809, su Istituzioni storiche – Lombardia Beni Culturali. URL consultato il 30 aprile 2020.
10. 1 2   Comune di Castelmarte, 1816 - 1859, su Istituzioni storiche – Lombardia Beni Culturali. URL consultato il 30 aprile 2020.
11. ↑   Castelmarte, su Archivio Centrale dello Stato. URL consultato il 13 luglio 2025.
12. ↑   Castelmarte, su Stemmi dei Comuni della Provincia di Como. URL consultato il 23 ottobre 2022.
13. 1 2   Chiesa di S. Giovanni Evangelista - complesso, Via della Chiesa - Castelmarte (CO), su Architetture – Lombardia Beni Culturali. URL consultato il 30 aprile 2020.
14. 1 2 3 4 5   Comune di Castelmarte, su comune.castelmarte.co.it. URL consultato il 30 aprile 2020.
15. 1 2 3   Chiesa di S. Rocco, Via S. Rocco - Castelmarte (CO), su Architetture – Lombardia Beni Culturali. URL consultato il 30 aprile 2020.
16. 1 2 3 4 5 6 7   Chiara Meroni, L'oratorio di San Rocco a Castelmarte, in Como e dintorni, n. 86, Maggio 2011,  pp. 67-70.
17. ↑   Il Castello, Castelmarte (CO), su Architetture – Lombardia Beni Culturali. URL consultato il 30 aprile 2020.
18. ↑   Comune di Castelmarte, 1757 - 1797, su Istituzioni storiche – Lombardia Beni Culturali. URL consultato il 30 aprile 2020.
19. ↑   Francesco Bombognini, Antiquario della diocesi di Milano : contenente diverse notizie storiche sacre e profane di tutte le parrocchie forensi distribuite in sei regioni : con un elenco delle chiese plebane e figliali e loro rispettiva popolazione, Milano, Stamperia di Luigi Veladini, 1790,  p. 243.
20. ↑  Dati tratti da:
  -  Popolazione residente dei comuni. Censimenti dal 1861 al 1991 (PDF), su ebiblio.istat.it, ISTAT.
  -  Popolazione residente per territorio – serie storica, su esploradati.censimentopopolazione.istat.it.
Nota bene: il dato del 2021 si riferisce al dato del censimento permanente al 31 dicembre di quell'anno.